# Championnat du Swaziland de football 1997
Navigation
Édition précédente Édition suivante
La saison 1997 du Championnat du Swaziland de football est la vingt-deuxième édition de la Premier League, le championnat national de première division au Swaziland. Les seize équipes engagées sont regroupées au sein d'une poule unique où elles affrontent deux fois leurs adversaires, à domicile et à l'extérieur. En fin de saison, pour permettre le passage du championnat de 16 à 14 équipes, les quatre derniers du classement sont relégués et remplacés par les deux meilleurs clubs de deuxième division.
C'est le club de Mbabane Highlanders qui remporte la compétition cette saison après avoir terminé en tête du classement, avec deux points d'avance sur le tenant du titre, Eleven Men in Flight et Mbabane Swallows. C'est le dixième titre de champion du Swaziland de l'histoire du club, qui réalise même le doublé en remportant également la Coupe du Swaziland.

## Participants
- Mbabane Highlanders
- Denver Sundowns
- Manzini Wanderers
- Royal Leopards
- Mhlume United
- Mhlambanyatsi Rovers
- Moneni Pirates
- Mbabane Swallows
- Midas Mbabane City FC
- Simunye FC - Promu de D2
- Usushwana Rhinos FC
- Umbelebele FC - Promu de D2
- C&M Eagles FC
- Eleven Men in Flight
- Green Mamba
- Ubombo Flyers FC

## Compétition

### Classement
Le classement est établi sur le barème de points suivant : victoire à 3 points, match nul à 1, défaite à 0.
| Rang | Équipe                | Pts | J  | G  | N  | P  | Bp | Bc | Diff |
| ---- | --------------------- | --- | -- | -- | -- | -- | -- | -- | ---- |
| 1    | Mbabane HighlandersC  | 54  | 30 | 14 | 12 | 4  | 33 | 17 | +16  |
| 2    | Eleven Men in FlightT | 52  | 30 | 15 | 7  | 8  | 50 | 30 | +20  |
| 3    | Mbabane Swallows      | 52  | 30 | 14 | 10 | 6  | 38 | 24 | +14  |
| 4    | Manzini Wanderers     | 47  | 30 | 12 | 11 | 7  | 39 | 27 | +12  |
| 5    | Denver Sundowns       | 44  | 30 | 12 | 8  | 10 | 40 | 35 | +5   |
| 6    | Green Mamba           | 43  | 30 | 12 | 7  | 11 | 36 | 33 | +3   |
| 7    | Moneni Pirates        | 43  | 30 | 12 | 7  | 11 | 43 | 41 | +2   |
| 8    | Mhlume United         | 42  | 30 | 11 | 9  | 10 | 45 | 36 | +9   |
| 9    | Royal Leopards        | 42  | 30 | 12 | 6  | 12 | 37 | 34 | +3   |
| 10   | Mhlambanyatsi Rovers  | 41  | 30 | 12 | 5  | 13 | 50 | 50 | 0    |
| 11   | Umbelebele FCP        | 40  | 30 | 11 | 7  | 12 | 40 | 48 | -8   |
| 12   | C&M Eagles FC         | 39  | 30 | 10 | 9  | 11 | 32 | 35 | -3   |
| 13   | Midas Mbabane City FC | 36  | 30 | 9  | 9  | 12 | 35 | 37 | -2   |
| 14   | Ubombo Flyers FC      | 36  | 30 | 8  | 12 | 10 | 29 | 36 | -7   |
| 15   | Usushwana Rhinos FC   | 23  | 30 | 4  | 11 | 15 | 20 | 49 | -29  |
| 16   | Simunye FCP           | 18  | 30 | 4  | 6  | 20 | 20 | 55 | -35  |

|  | Champion du Swaziland 1997                                                                |
|  | Qualification pour la Ligue des champions de la CAF 1998                                  |
|  | Relégation directe en deuxième division                                                   |
|  | T : Tenant du titre C : Vainqueur de la Coupe du Swaziland P : Promu de deuxième division |

### Matchs
| Résultats (▼dom., ►ext.) | C&M | Den | Ele | Gre | Man | MbH | MbS | Mhb | MFP | Mid | Mon | Roy | Sim | Ubo | Umb | Usu |
| C&M Eagles               |     | 1-3 | 0-2 | 0-0 | 0-1 | 0-0 | 1-1 | 1-2 | 0-1 | 1-0 | 2-1 | 2-3 | 2-0 | 1-0 | 1-0 | 2-2 |
| Denver Sundowns          | 1-0 |     | 1-0 | 2-1 | 2-3 | 0-0 | 1-3 | 3-2 | 2-1 | 1-1 | 2-1 | 0-3 | 4-1 | 0-0 | 3-1 | 4-0 |
| Eleven Men in Flight     | 0-0 | 3-2 |     | 4-0 | 3-1 | 1-2 | 0-1 | 0-1 | 1-0 | 1-0 | 1-1 | 4-2 | 2-0 | 0-0 | 0-0 | 2-1 |
| Green Mamba              | 1-2 | 1-1 | 0-1 |     | 1-0 | 0-2 | 1-0 | 3-4 | 0-1 | 2-0 | 1-2 | 2-1 | 2-2 | 0-0 | 5-1 | 1-0 |
| Manzini Wanderers        | 1-3 | 0-0 | 1-2 | 0-0 |     | 0-1 | 0-0 | 3-1 | 2-0 | 3-0 | 0-0 | 0-0 | 2-1 | 1-1 | 3-2 | 3-1 |
| Mbabane Highlanders      | 0-0 | 2-0 | 1-0 | 0-1 | 1-1 |     | 0-0 | 0-0 | 1-1 | 1-2 | 1-1 | 0-1 | 1-0 | 1-3 | 1-1 | 3-2 |
| Mbabane Swallows         | 1-0 | 0-1 | 2-2 | 2-0 | 1-1 | 0-2 |     | 2-1 | 1-1 | 1-0 | 0-1 | 2-0 | 2-0 | 0-1 | 3-2 | 1-1 |
| Mhlambanyatsi Rovers     | 0-1 | 1-0 | 2-5 | 2-2 | 0-0 | 2-2 | 2-4 |     | 1-2 | 1-0 | 0-2 | 1-1 | 2-1 | 2-0 | 3-2 | 7-1 |
| Mhlume United            | 5-2 | 1-1 | 1-1 | 2-3 | 1-0 | 0-0 | 1-1 | 1-3 |     | 4-0 | 1-5 | 1-1 | 4-1 | 1-0 | 7-0 | 1-2 |
| Midas Mbabane City FC    | 3-1 | 2-2 | 2-2 | 0-1 | 3-2 | 0-0 | 0-1 | 3-1 | 1-2 |     | 3-1 | 1-1 | 1-1 | 1-1 | 0-1 | 2-1 |
| Moneni Pirates           | 0-2 | 1-0 | 3-2 | 3-0 | 1-4 | 0-1 | 1-2 | 2-3 | 1-0 | 2-6 |     | 1-0 | 3-0 | 1-2 | 1-3 | 1-1 |
| Royal Leopards           | 3-1 | 0-1 | 0-3 | 1-0 | 0-2 | 0-1 | 1-0 | 2-0 | 1-0 | 0-2 | 2-2 |     | 1-3 | 2-1 | 1-1 | 2-0 |
| Simunye FC               | 0-2 | 1-1 | 2-0 | 0-3 | 0-1 | 0-2 | 2-2 | 0-3 | 0-1 | 1-0 | 0-2 | 0-4 |     | 0-2 | 0-3 | 0-0 |
| Ubombo Flyers FC         | 1-1 | 2-1 | 2-3 | 0-3 | 1-1 | 0-2 | 0-1 | 2-1 | 2-2 | 1-1 | 1-1 | 2-1 | 1-3 |     | 1-4 | 1-1 |
| Umbelebele FC            | 2-2 | 2-1 | 2-1 | 0-0 | 1-3 | 0-2 | 1-4 | 4-2 | 2-1 | 0-0 | 0-1 | 1-0 | 1-1 | 0-1 |     | 2-0 |
| Usushwana Rhinos FC      | 1-1 | 1-0 | 0-4 | 0-2 | 0-0 | 1-3 | 0-0 | 1-0 | 1-1 | 0-1 | 1-1 | 0-3 | 1-0 | 0-0 | 0-1 |     |

## Qualifications continentales
La fin de saison est marquée par plusieurs événements qui ont des répercussions sur les qualifications continentales. Tout d'abord, Eleven Men in Flight reçoit une pénalité de deux points pour des violences de ses supporters. Ensuite la rencontre de la dernière journée du championnat entre Mbabane Highlanders et Mbabane Swallows, au coude à coude pour le titre, est arrêtée à la 75e minute en raison d'une coupure d'électricité dans le stade. Le match n'est rejoué que le 23 novembre 1997, soit après la clôture des inscriptions auprès de la CAF pour les compétitions continentales. C'est donc le classement avant le match à rejouer qui est pris en compte :
| Rang | Équipe                   | Pts | J  | G  | N  | P | Bp | Bc | Diff |
| ---- | ------------------------ | --- | -- | -- | -- | - | -- | -- | ---- |
| 1    | Mbabane Swallows         | 52  | 29 | 14 | 10 | 5 | 38 | 22 | +16  |
| 2    | Mbabane HighlandersC     | 51  | 29 | 13 | 12 | 4 | 31 | 17 | +14  |
| 3    | Eleven Men in FlightT -2 | 50  | 30 | 15 | 7  | 8 | 50 | 30 | +20  |
| 4    | Manzini Wanderers        | 47  | 30 | 12 | 11 | 7 | 39 | 27 | +12  |

Par la suite, la sanction frappant Eleven Men in Flight est levée et la rencontre Highlanders-Swallows n'est jamais rejouée : Mbabane Highlanders est donné vainqueur sur tapis vert 2-0. Mbabane Swallows reste qualifié pour la Ligue des champions, c'est le seul club du pays engagé en compétition continentale la saison suivante.

## Bilan de la saison
| Championnat du Swaziland de football 1997                             |                                 |
| Champion                                                              | Mbabane Highlanders (10e titre) |
| Coupes et trophées                                                    |                                 |
| Vainqueur de la Coupe du Swaziland 1997                               | Mbabane Highlanders             |
| Qualifications continentales                                          |                                 |
| Ligue des champions de la CAF 1998                                    | Mbabane Swallows                |
| Coupe des Coupes 1998                                                 | Aucun                           |
| Coupe de la CAF 1998                                                  | Aucun                           |
| Promotions et relégations                                             |                                 |
| Promus en Premier League                                              | Lavumisa FC                     |
| Promus en Premier League                                              | Nkomanzi Sundowns               |
| Relégués en Championnat du Swaziland de football de deuxième division | Midas Mbabane City FC           |
| Relégués en Championnat du Swaziland de football de deuxième division | Ubombo Flyers FC                |
| Relégués en Championnat du Swaziland de football de deuxième division | Usushwana Rhinos FC             |
| Relégués en Championnat du Swaziland de football de deuxième division | Simunye FC                      |